# Christian Spielmann
Johann Christian Karl Spielmann (* 12. Oktober 1861 in Neuwied; † 23. Februar 1917 in Wiesbaden) war ein deutscher Historiker, Archivar und Schriftsteller. Von ihm stammen zahlreiche Werke, die sich der Geschichte der Stadt Wiesbaden und dem Herzogtum Nassau widmen.

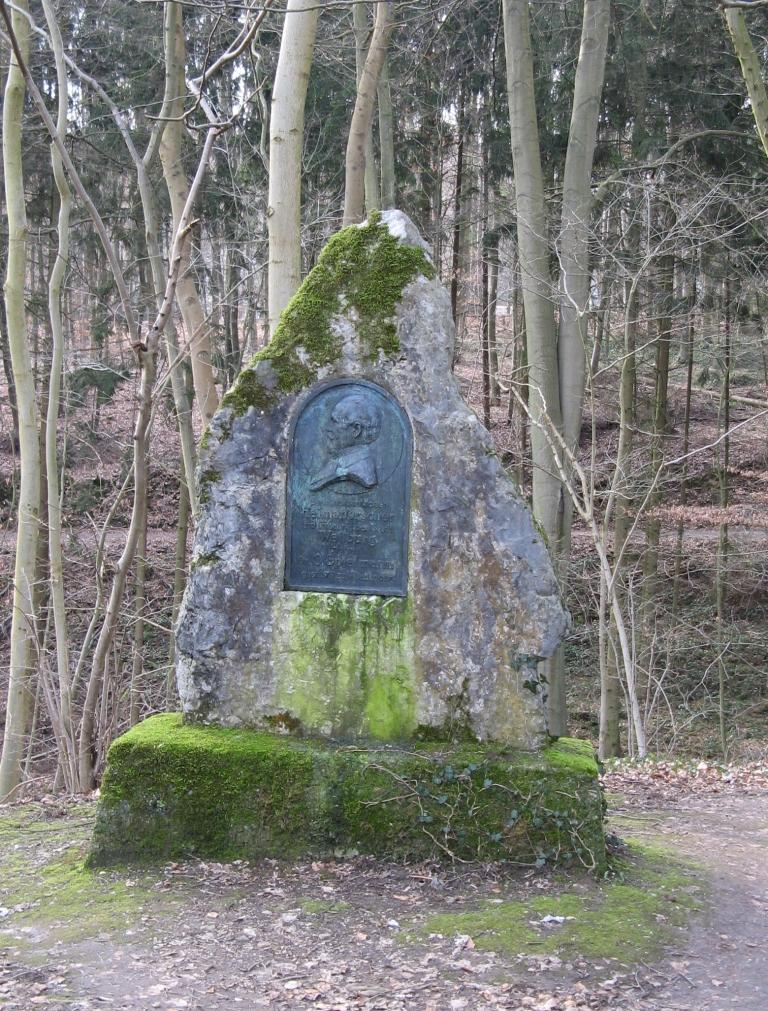
Das Christian-Spielmann-Denkmal in Weilburg.

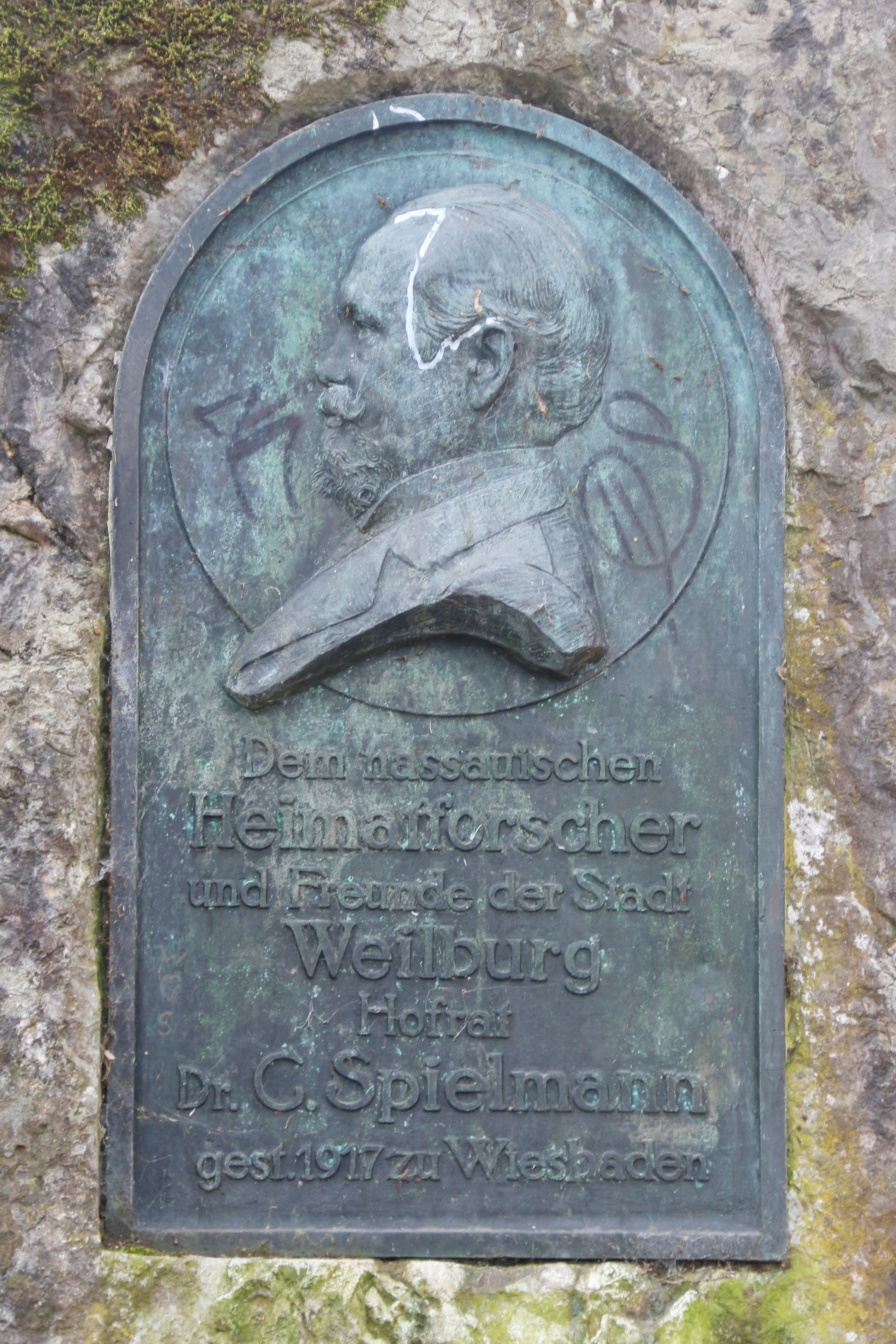
Detail des oben abgebildeten Denkmals

## Leben
Spielmann wurde als Sohn des Malers und Fotografen Carl Spielmann geboren. Nach dem Abitur war er zunächst von 1884 bis 1889 als Lehrer an der Volksschule in Weilburg tätig. Ein Gehörleiden zwang ihn jedoch zur Aufgabe seines Berufs. In den folgenden Jahren arbeitete er für das Allgemeine Nassauische Schulblatt. Schließlich wechselte er 1892 in das Stadtarchiv Wiesbaden. Nach seiner Promotion an der Universität Bonn 1894 wurde Spielmann im Jahr darauf Leiter des Archivs und 1914 dessen Direktor. Er trug nachhaltig zum Aufbau des Archivs bei.
In seinem 1905 in erster und 1914 in zweiter Auflage im Gesenius-Verlag in Halle veröffentlichten Buch Arier und Mongolen: Weckruf an die europäischen Kontinentalen unter historischer und politischer Beleuchtung der gelben Gefahr propagierte Spielmann den Kampf der "weißen" "arischen" gegen die "gelbe" "mongolische" "Rasse" und definierte Japan, China und ein mögliches Bündnis zwischen beiden als Kern der "gelben Gefahr"; "der geheime Haß gegen die Arier" sei die Triebkraft der japanischen Expansionsgelüste. Die Japaner seien "Erzfeinde" der "Arier".
Im Jahr 1896 veröffentlichte er die Geschichte der Stadt und Herrschaft Weilburg. Ab 1900 redigierte er die Nassovia, eine Zeitschrift für nassauische Geschichte. 1912 veröffentlichte er den Atlas der Stadt Wiesbaden (auch Spielmann-Atlas), der in aktuellen und historischen Karten die Entwicklung der Stadt zwischen 1799 und 1910 dokumentiert.
In Erinnerung an Spielmann wurde unterhalb des Wiesbadener Neroberges ein Gedenkstein aufgestellt. Zudem beschloss der Rat der Stadt 1918 die Benennung einer Straße nach dem Hofrat. Auch in Frankfurt-Nied wurde eine Straße nach ihm (um)benannt, denn Nied gehörte vor der Eingemeindung nach Frankfurt am Main (1928) zu Hessen-Nassau. In Weilburg wurde nach ihm die Christian-Spielmann-Schule und eine Straße benannt, weiterhin wurde im Wehrhölzer Wald ein Gedenkstein errichtet.

## Schriften
- Der Geschichtsunterricht in ausgeführten Lektionen (Teil 1-3). Gesenius, Halle 1901–1902 (Digitalisat).
- Schülerhefte für den vaterländischen Geschichtsunterricht (Heft 1-3).  Gesenius, Halle 1901–1905 (Digitalisat).
- Deutsche Geschichte vom Ende des Großen Krieges bis zum Beginne des zwanzigsten Jahrhunderts. Gesenius, Halle 1905 (Digitalisat).
- Kaub: Vaterländisches Festspiel in drei Vorgängen mit der Erzählung Elslein von Kaub. Verlag Staadt, Wiesbaden, 1913
- Arier und Mongolen: Weckruf an die europäischen Kontinentalen unter historischer und politischer Beleuchtung der gelben Gefahr. Gesenius, Halle 1. Aufl. 1905, 2. Aufl. 1914.
- "Die Geschichte des Osmanischen Reiches im Bezug auf die Geschichte d. Balkanstaaten"(nicht veröffentlichtes Manuskript 1916) ...statt es zu löschen, warum nicht lesen wollen